# Inana i Enki
Inana i Enki – jeden z mitów sumeryjskich. Jest to opowieść o zdobyciu przez Inanę tablic z prawami boskimi – me – dla miasta Uruk, gdzie bogini miała swoją świątynię. Prawdopodobnie mit odzwierciedla sytuację polityczną państwa Sumerów z pierwszej połowy III tysiąclecia p.n.e., gdy dotychczasowa stolica Eridu utraciła hegemonię na rzecz Uruk.

## Fabuła

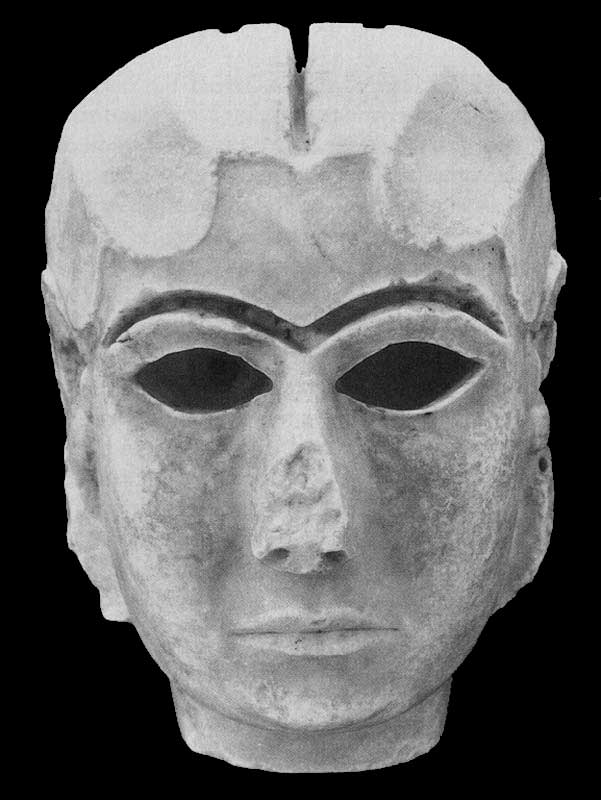
Dama z Uruk – wapienna maska, odnaleziona w świątyni Inany w Uruk. Prawdopodobnie przedstawia boginię. Datowana jest na III tysiąclecie p.n.e.

Inana, bogini nieba i opiekunka miasta Uruk, zamierzała wywyższyć swoje miasto i uczynić stolicą Sumeru. Przyczyniłoby się to do zdobycia przez nią sławy i potęgi. Widziała, że Enki, panujący w podziemnym oceanie Abzu, posiada me – istotę wszystkiego, reguły istnienia i tajemnicze prawa życia. Inana zapragnęła je zdobyć. Dlatego przystrojona w bogate szaty bogini udała się do Eridu, gdzie znajdowało się wejście do Abzu.
Mądry Enki dowiedział się o tym, że do jego pałacu zbliża boska pątniczka. Wysłał jej naprzeciw swego doradcę, Izimuda, który spotkał Inanę, przeprowadził ją do Abzu i posadził za biesiadnym stołem. Niedługo potem do uczty dołączył Enki. Wesoły nastrój i uroda Inany spowodowały upicie się boga. Bogini, zauważywszy, że Enki jest w dobrym humorze, zwróciła się do niego z prośbą o podarowanie jej tablic losów, zawierających me. Pijany Enki nie potrafił jej odmówić. Rozkazał przygotować Barkę Niebios, na którą załadował tablice z boskimi prawami. Inana przyjęła dary, spiesznie pożegnała się i wyruszyła z cennym ładunkiem do Uruk.
Gdy Enki wytrzeźwiał, spostrzegł, że wszystkie tablice zniknęły. Izimud wyjaśnił mu, że bóg w porywie szczodrości i czułości podarował je Inanie. Enki pożałował swego postanowienia. Wysłał więc Izimuda w pogoń za Inaną. Do pomocy wyznaczył mu pomocników – potworów morskich.
Izimud siedem razy na rozkaz Enki doganiał barkę Inany. Za każdym razem przekazywał bogini, że Enki rozmyślił się i chce odzyskać me. Izimud miał sprowadzić łódź z powrotem do Abzu, zaś Inanie nakazywał wracać do Uruk na piechotę. Inana w odpowiedzi posądzała Izimuda o kłamstwo i nie wierzyła, że Enki złamał słowo. Izimudowi nie udało się odzyskać barki, ponieważ bogini miała do pomocy swoją powiernicę – Ninszubur, która walczyła z potworami morskimi. Po raz pierwszy do konfrontacji doszło, gdy barka zbliżała się do nabrzeża. Po stronie Izimuda walczyły potwory Enkum. Za drugim razem Enki dał do pomocy Izimudowi pięćdziesięciu olbrzymów Ereduga (Eridu). Do walki doszło, gdy bogini podpłynęła do przystani. Trzeci raz, gdy barka była w pobliżu wzgórza Ulma, Izimud miał do pomocy potwory otchłani – Lamaha. Po raz czwarty Izimud dogonił Inanę w pobliżu „wzgórza pola”, Enki wysłał wraz z nim zastępy ogromnych ryb. W piątym pościgu Izimuda wspierali strażnicy Uruk(?) (nazwa przystani, gdzie miało miejsce spotkanie, nie zachowała się). Za szóstym razem, gdy Inana zbliżała się do kanału(?) Iturungal, Izimud miał do pomocy strażników(?) Iturungal(?). Również za siódmym razem Izimud nie odzyskać barki z me (lokalizacja miejsca walki z powodu uszkodzenia tabliczki z tekstem, nie była możliwa do ustalenia).
Inana bezpiecznie dotarła do Uruk, gdzie mieszkańcy na jej powitanie urządzili wielkie święto. Bogini umieściła tablice z me w swojej świątyni i stała się mądrzejsza i potężniejsza od innych bogów.

## Refleksja
Mit Inana i Enki nawiązuje do faktów historycznych, jakie miały miejsce w Sumerze w pierwszej połowie III tysiąclecia p.n.e. Uruk zdobył hegemonię nad pozostałymi miastami-państwami sumeryjskimi. Wydarzenia te kapłani świątyni Inany tłumaczyli za pomocą opowieści o jej boskiej interwencji. W mitologii sumeryjskiej w większości mitów bogini jest opiekunką całego państwa sumeryjskiego. W tej opowieści jednak występuje jako władczyni miasta Uruk. Bogowie, przedstawieni w micie, są w zachowaniu podobni do ludzi, prowadzą walkę o władzę.
Na podstawie mitu powstała lista me, stanowiąca dotychczas zagadkę dla badaczy. Ich dokładna analiza może przyczynić się w przyszłości do zrozumienia dotychczas słabo znanej filozofii Sumerów. 

## Współczesność
Wątki mitu są wykorzystane w książce Olgi Tokarczuk Anna In w grobowcach świata.